# Oleria cyrene
Oleria cyrene är en fjärilsart som beskrevs av Pierre André Latreille 1811. Oleria cyrene ingår i släktet Oleria och familjen praktfjärilar. Inga underarter finns listade i Catalogue of Life.